# Клірвотер (Міннесота)
Клірвотер (англ. Clearwater) — місто (англ. city) в США, в округах Райт і Стернс штату Міннесота. Населення — 1922 особи (2020).

## Географія
Клірвотер розташований за координатами 45°24′41″ пн. ш. 94°2′40″ зх. д. / 45.41139° пн. ш. 94.04444° зх. д. (45.411405, -94.044452).  За даними Бюро перепису населення США в 2010 році місто мало площу 4,42 км², з яких 4,05 км² — суходіл та 0,37 км² — водойми.

## Демографія
Згідно з переписом 2010 року, у місті мешкало 1735 осіб у 680 домогосподарствах у складі 445 родин. Густота населення становила 392 особи/км².  Було 762 помешкання (172/км²).
Расовий склад населення:
| - 96,3 % — білих - 1,3 % — чорних або афроамериканців - 0,5 % — корінних американців - 0,3 % — азіатів |

До двох чи більше рас належало 1,2 %. Частка іспаномовних становила 3,2 % від усіх жителів.
За віковим діапазоном населення розподілялося таким чином: 28,2 % — особи молодші 18 років, 61,8 % — особи у віці 18—64 років, 10,0 % — особи у віці 65 років та старші. Медіана віку мешканця становила 29,5 року. На 100 осіб жіночої статі у місті припадало 98,1 чоловіків;  на 100 жінок у віці від 18 років та старших — 97,3 чоловіків також старших 18 років.
Середній дохід на одне домашнє господарство  становив 73 894 долари США (медіана — 68 393), а середній дохід на одну сім'ю — 83 189 доларів (медіана — 78 417). Медіана доходів становила 52 596 доларів для чоловіків та 39 107 доларів для жінок. За межею бідності перебувало 7,7 % осіб, у тому числі 9,5 % дітей у віці до 18 років та 4,3 % осіб у віці 65 років та старших.
Цивільне працевлаштоване населення становило 965 осіб. Основні галузі зайнятості: освіта, охорона здоров'я та соціальна допомога — 29,0 %, транспорт — 10,5 %, будівництво — 10,4 %.